# Léon Furnémont
Léon Furnémont (Charleroi, 17 april 1861 – Sint-Gillis, 2 december 1927) was een Belgisch volksvertegenwoordiger.

## Levensloop

### Jeugd, studies en beroepsleven
Furnémont groeide op in een eenvoudig handelaarsgezin in Charleroi. Zijn vader, verkoper van hoogwaardige fournituren, verrijkte zich met het verhandelen van knopen aan het Belgische leger. Hij vestigde zich vervolgens met zijn gezin in Elsene, waar hij werd verkozen tot liberaal gemeenteraadslid. 
De jonge Léon Furnémont volgde middelbare studies, eerst aan het Jezuïetencollege in Doornik en daarna aan het gemeentelijk college in Nijvel. Op zijn dertiende leidde hij in Nijvel een steuncomité dat het opnam voor de liberale directeur van het internaat van het college, die was ontslagen door de katholieke burgemeester Jules de Burlet. Van 1876 tot 1878 volgde Furnémont een opleiding aan de mijnschool in Luik, waar hij het diploma van leerling-ingenieur behaalde. Daarna studeerde hij voor mijningenieur aan de Universiteit Luik. Hij besloot echter snel van studierichting te veranderen en schreef zich in 1879 in aan de ULB, waar hij in 1884 promoveerde tot doctor in de rechten en in 1885 een doctoraat in de politieke en administratieve wetenschappen behaalde. 
Furnémont werd advocaat aan het Hof van Beroep in Brussel. Ook pleitte hij in processen die voorkwamen voor het Hof van Assisen, waaronder dat tegen Jules Lekeu en Louis de Brouckère, die werden vervolgd voor het publiceren van antimilitaristische artikels, en trad hij op als raadsman van verschillende socialistische organisaties, zoals de mijnwerkersvakbond in de Basse-Sambre.

### Politieke evolutie
Gedurende zijn studies was Furnémont actief in verschillende progressistische studentenkringen en was hij een pleitbezorger van het algemeen stemrecht, de invoering van een republiek, arbeidsreglementering en de invoering van een minimumloon. Voorts ontpopte hij zich als een aanhanger van het rationalisme en werkte hij vanaf 1880 mee aan het rationalistische blad L'Observateur. 
Als student trad hij toe tot de Liberale Jonge Wacht van Elsene en in 1882 werd hij voorzitter van de Liberale Jonge Wacht van Brussel, die hij uitbouwde tot een nationale organisatie, de Federatie van Belgische Liberale Jonge Wachten en Kringen. Als lid van de Liberale Associatie van Brussel, waarvan hij ook een tijdlang ondervoorzitter was, nam Furnémont actief deel aan verkiezingscampagnes van progressistische kandidaten, Paul Janson in het bijzonder. Hij trad toe tot de Ligue nationale pour la réforme électorale, die progressistische liberalen verenigde die gewonnen waren voor de democratisering van het stemrecht. Deze Ligue nationale infiltreerde binnen de Liberale Associatie van Brussel, waar de progressisten de bovenhand kregen. De progressisten slaagden erin om Paul Janson in december 1882 te laten verkiezen als voorzitter van de Liberale Associatie en in maart 1883 een voorstel ter herziening van artikel 47 van de Grondwet (waarin het stemrecht werd geregeld) te laten goedkeuren. Niettemin bleef de meerderheid binnen de Liberale Partij tegen de invoering van het algemeen stemrecht. De ideologische verdeeldheid tussen doctrinairen en progressisten leidde er in 1887 toe dat deze laatsten zich verenigden in de Progressistische Partij, die resoluut ijverde voor de doorvoering van het algemeen stemrecht en sociale hervormingen. Furnémont woonde tot 1894 verschillende congressen bij van deze Progressistische Partij. 
In april 1893 woedde een hevige algemene staking om de invoering van het algemeen stemrecht af te dwingen. De socialistische Belgische Werkliedenpartij stuurde een delegatie naar Paul Janson om zijn steun voor de staking te verkrijgen, maar die weigerde en stelde als compromis voor om het algemeen meervoudig stemrecht in te voeren. Hierbij zouden bepaalde categorieën van de bevolking twee of drie stemmen kunnen uitbrengen, vooral zij die al stemrecht hadden. Een teleurgestelde Furnémont nam vervolgens afstand van de progressistische liberalen en zocht toenadering tot de socialistische BWP. Kort nadien stond hij mee aan de wieg van het progressieve blad La Justice, dat bestond van mei 1893 tot september 1895 en het orgaan was van een gelijknamige club die gewonnen was voor samenwerking met de BWP en zich verenigde rond een gematigd programma met algemeen enkelvoudig stemrecht, leerplicht en het invoeren van sociale wetgeving als voornaamste punten. Toen de progressistische liberalen van Brussel in september 1894 besloten om voor de parlementsverkiezingen van oktober 1894 een gemeenschappelijke lijst te vormen met de doctrinaire liberalen, brak Furnémont definitief met de liberalen en stelde hij zich kandidaat in het arrondissement Charleroi, waar hij opkwam voor een lijst van gewezen progressistische liberalen en socialisten. Samen met figuren als Jules Destrée, Jean Caeluwaert en Pierre Lambillotte raakte Furnémont in oktober 1894 verkozen in de Kamer van volksvertegenwoordigers. Daarnaast zetelde hij van 1887 tot 1913 in de gemeenteraad van Brussel. 
Een van zijn eerste wapenfeiten als parlementslid was het indienen van een wetsvoorstel om een amnestie uit te vaardigen voor alle delicten die vanaf september 1884 gepleegd waren in het kader van de strijd voor algemeen stemrecht, hetgeen door de katholieke meerderheid werd verworpen. Furnémont zetelde bijna tien jaar in de Kamer, tot hij bij de verkiezingen van mei 1904 niet herkozen raakte. Het jaar nadien werd Furnémont door de BWP als propagandaverantwoordelijke afgevaardigd naar de partijafdeling voor het arrondissement Namen. Voor dit arrondissement zou hij in mei 1906 opnieuw verkozen worden tot volksvertegenwoordiger, een functie die hij ditmaal tot in mei 1913 zou uitoefenen. In de Kamer hield Furnémont zich weinig bezig met wetgeving en stond hij eerder bekend als een sterk debater, die er niet voor terugdeinsde om het halfrond in rep en roer te zetten. Zijn tussenkomsten gingen over zeer uiteenlopende onderwerpen: de onveilige arbeidsomstandigheden in de mijnen, de collectivisatie van de mijnen, het principe van een gewapende natie, sociale kwesties als arbeidscontracten en het statuut van vakbonden en de belangen van het openbaar onderwijs, waar hij als overtuigd antiklerikalist een groot voorvechter van was. Daarnaast zetelde hij in 1899 in een commissie die de invoering van het principe van evenredige vertegenwoordiging moest voorbereiden en verdedigde hij in 1908 een wetsvoorstel om crematie mogelijk te maken. Furnémont nam eveneens deel aan verschillende congressen van de Socialistische Internationale en zetelde een tijdlang in het bureau van deze organisatie. 

### Einde van zijn carrière
In mei 1913 kwam er een abrupt einde aan de politieke carrière van Léon Furnémont. Er werd een gerechtelijk onderzoek tegen hem geopend voor een schending van de goede zeden, omdat hij een liefdesrelatie was aangegaan met een minderjarig meisje dat nog onder de wet van de kinderbescherming viel. De Kamer hief zijn parlementaire onschendbaarheid op  zodat hij vervolgd kon worden, waarna hij ontslag nam uit zijn politieke mandaten en zijn functies in Belgische en buitenlandse verenigingen en organisaties. Furnémont werd veroordeeld tot zes maanden cel met uitstel en vestigde zich vervolgens in Parijs. In 1919 keerde hij terug naar België en verzoende hij zich met zijn familie, om acht jaar later te sterven aan een longontsteking. Hij werd bijgezet op de begraafplaats Père-Lachaise in Parijs.

### Engagement binnen de vrijdenkersbeweging
Furnémont was een overtuigde aanhanger van de vrijdenkersbeweging en was ook actief binnen de vrijmetselarij, als lid van de loge Les Amis Philanthropes, waarvan hij tussen 1905 en 1908 de Achtbare Meester was. Daarnaast was hij grootredenaar in het Grootoosten van België en in 1889 en 1898 voorzitter van de Brusselse afdeling van vrijdenkersbeweging Libre Pensée, waar hij van 1897 tot 1910 in de raad van bestuur zetelde. In 1900 werd Furnémont tevens verkozen tot secretaris-generaal van de Internationale Federatie van de Vrijdenkersbeweging, waarna hij verschillende keren deelnam aan de jaarlijkse congressen van deze organisatie.

### Andere functies
Furnémont was ook:
- stichter van de Cercle des Etudiants progressistes de Liège,
- voorzitter van de Société générale des étudiants,
- voorzitter van de Cercle des Soirées Populaires Rationalistes in Sint-Joost-ten-Node (1884-1889),
- stichter en redacteur van La Raison,
- voorzitter van de coopératieve L'Orphelinat Rationaliste in Ukkel,
- voorzitter van het Comité Francisco Ferrer

Daarnaast leverde hij bijdragen aan verschillende persorganen: La Raison, L'Observateur, La Tribune de Mons, La Justice, de socialistische partijkrant Le Peuple, waarin hij een rubriek schreef over de politieke actualiteit, Le Journal de Charleroi, het Franse blad Le Revue Socialiste en het Spaanse blad Las dominicales del libre pensanmiento. Daarenboven was hij de Belgische correspondent van L'Humanité, het socialistische dagblad opgericht door de Franse socialistische voorman Jean Jaurès.

## Publicatie
- Le militarisme, voilà l'ennemi, Brussel, 1898